# Crassignatha longtou
Crassignatha longtou is een spinnensoort uit de familie Symphytognathidae. De soort komt voor in China.